# Henryk Jordan
Henryk Jordan, né le 23 juillet 1842 à Przemyśl et mort le 16 mai 1907 à Cracovie, est un médecin, philanthrope et professeur polonais. Pionnier de l'éducation physique et sportive en Pologne, il enseigne l'obstétrique à l'université Jagellonne de Cracovie à partir de 1895. Il est reconnu pour la création de terrains de jeux pour les enfants, appelés les jardins Jordan (en).

## Jeunesse et formation
Henryk Jordan naît dans le village de Zakliczyn au sein d'une famille noble et pauvre de l'aristocratie polonaise. Son père, Bonifacy Jordan, donne des leçons privées alors que sa mère Salomea Wędrychowska est ménagère.
Jordan fait des études secondaires à Tarnopol et Tarnów.  En 1861, il est menacé d'expulsion après avoir participé à une manifestation pro-polonaise. En 1862, il déménage à Trieste et termine ses études secondaires en italien une année plus tard, avec mentions.
Henryk Jordan commence ses études à l'université de Vienne, puis les poursuit à l'Université Jagellonne de Cracovie à partir de 1863. Il passe ses examens en sciences en 1867, mais n'obtient pas sa maîtrise en raison d'une pneumonie. Il déménage à Berlin, puis à New York. C'est à ce moment qu'il est en contact pour la première fois avec la Swedish School of Sport and Health Sciences (en) pour filles et jeunes femmes, qui aura une grande influence sur lui.

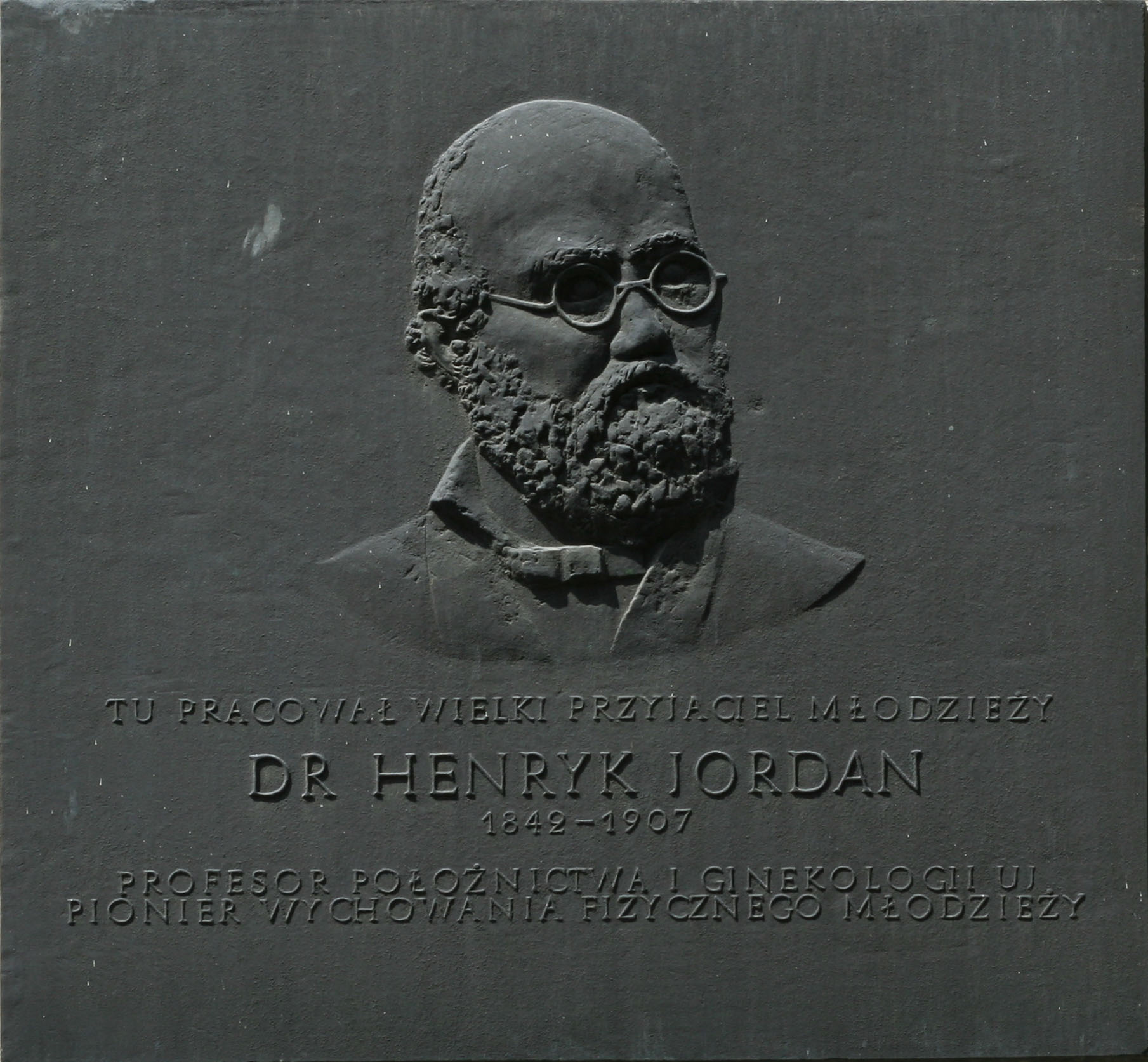
Plaque commémorative d'Henryk Jordan, située sur la rue Wiślna de Cracovie.

## Carrière
Henryk Jordan commence sa carrière de médecin aux États-Unis et ouvre parallèlement une école pour sages-femmes. De retour en Europe, il travaille d'abord en Angleterre, puis en Allemagne, avant de revenir à Cracovie.
Il y exerce diverses fonctions. De 1895 à 1901, il est député de la ville à la Diète de Galicie (en). À la même époque, il est à la tête de plusieurs organisations comme la Société gynécologique de Cracovie, le Towarzystwo Samopomocy lekarzy ou le Syndicat polonais des enseignants (en) (ZNP). Il intègre notamment l'éducation physique au cursus de toutes les écoles polonaises.
L'un des plus grands accomplissements d'Henryk Jordan est la création, en 1889, du premier terrain de jeux public de Cracovie ayant des infrastructures d'exercices inspirées de celles présentes aux États-Unis. Le « jardin de Jordan » comprend ainsi une piscine, 12 terrains de jeux et de football ainsi que plusieurs pistes de course à pied. Des infrastructures d'intérieur ont été ajoutées en 1906.
Il est décoré de la croix de commandeur de l'ordre Polonia Restituta.

## Distinctions
- Commandeur de l'Ordre Polonia Restituta